# 손오천
손오천은 드래곤볼Z의 등장인물이다.

## 행적
- 일본 : 노자와 마사코
- 대한민국
  - 유년기: 손정아(비디오 Z), 정선혜(투니버스 Z),  이재현(대원방송)
  - 성년기: 박성태(투니버스 GT)

손오공과 치치와의 차남, 오반의 남동생으로 사이야인과 지구인의 혼혈이다. 오공과 용모는 비슷하지만 조금 응석꾸러기이며 연령이 가까운 트랭크스와는 1살 어린 동생이다. Z 10년후와 GT에서는 머리스타일 중복을 염려해 머리스타일이 바뀐다. 